# Lesista Wielka
Lesista Wielka  (niem. Hohe Heide, 851 m n.p.m.) – najwyższy szczyt w Masywie Dzikowca i Lesistej Wielkiej, w północno-zachodniej części Gór Kamiennych, położonej między przełomową doliną Ścinawki na wschodzie i doliną Grzędzkiego Potoku na zachodzie.
Lesista Wielka to zalesiony grzbiet o długości 6 km rozległego masywu górskiego zbudowanego z permskich skał magmowych (wulkanicznych), należących do północnego skrzydła niecki śródsudeckiej. Wyróżnia się rozległą, niemal płaską powierzchnią wierzchowinową, zajmującą ponad 30 ha. Zalesienie większości partii wierzchowinowych sprawia, że Lesista Wielka jest pozbawiona większych walorów widokowych (planowana jest budowa wieży widokowej). Pod jego szczytem, na północno-wschodnich stokach, istnieje system trzech, prostopadłych szczelin o głębokości ok. 5 metrów, powstałych na skutek erozji w tufach porfirowych noszących nazwę szczelin wiatrowych. Powietrze wypełniające szczeliny ma przez cały rok temperaturę zbliżoną do średniej temperatury rocznej.

## Turystyka
Szczyt stał się celem wycieczek już w XIX wieku. Lesista Wielka słynęła ze szczelin wiatrowych znajdujących się na wschód od obecnego szlaku niebieskiego z Dzikowca, kilkadziesiąt metrów poniżej szczytu. Osobliwe skalne trzy szczeliny nazwę (niem. „Windlöcher”) zawdzięczały podmuchom powietrza, wydającego odgłosy przy większych wahaniach temperatury. Po wojnie ciekawostka została zapomniana, a szczeliny zostały przysypane i zarosły, co hamowało cyrkulację powietrza i uniemożliwiało wydawanie dźwięków.
Dzięki działaniom Dolnośląskiego Zespołu Parków Krajobrazowych i Nadleśnictwa Wałbrzych stały się one łatwiej dostępne i lepiej wyeksponowane. Dzięki usunięciu roślinności rozpadliny są obecnie dobrze widoczne, a ponadto ogrodzono je drewnianą barierką. Szczelina jest wydłużona w kierunku NW–SE, ma około 5 m długości i 3,5 m głębokości. Górną część tworzy lejkowate zagłębienie, zwężające się do postaci linijnej rozpadliny o szerokości ok. 0,5 m. Najbardziej efektownie prezentuje się ona podczas śnieżnej zimy, gdyż w jej bezpośrednim sąsiedztwie brak śniegu. Spowodowane to jest wypływem ciepłego powietrza ze strefy szczelinowej, tj. z samej rozpadliny oraz niewielkich otworów w otaczjącym ją rumowisku skalnym. 
Na szczyt Lesistej Wielkiej prowadzą trzy szlaki turystyczne:
- – czerwony Główny Sudecki
- – żółty z Golińska do Głuszycy
- – niebieski z Boguszowa-Gorców.